# حزب سوسیالیست پیشرو ناصری
حزب سوسیالیست پیشتاز ناصری (به عربی: الحزب الطليعي الاشتراكي الناصري) یک حزب سیاسی جنبش ناصری در عراق می‌باشد که به وسیلهٔ موفق الانی رهبری می شد.